# Esgrima nos Jogos Pan-Americanos de 2015 - Sabre por equipes masculino
A competição do sabre por equipes masculino foi um dos eventos da esgrima nos Jogos Pan-Americanos de 2015, em Toronto. Foi disputada no  Toronto Pan Am Sports Centre no dia 23 de julho.

## Calendário
Horário local (UTC-4).
| Data        | Horário | Fase                      |
| ----------- | ------- | ------------------------- |
| 23 de julho | 12:35   | Quartas de final          |
| 23 de julho | 13:45   | Disputa do 5º ao 8º lugar |
| 23 de julho | 14:55   | Semifinal                 |
| 23 de julho | 18:05   | Disputa pelo bronze       |
| 23 de julho | 20:05   | Final                     |

## Medalhistas
| Ouro   | USA Eli Dershwitz Daryl Homer Jeff Spear                  |
| Prata  | CAN Shaul Gordon Mark Peros Joseph Polossifakis           |
| Bronze | ARG Ricardo Bustamante Pascual Di Tella Stefano Lucchetti |

## Resultados
|  | Quartas de final | Quartas de final   | Quartas de final |            |            | Semifinal          | Semifinal           | Semifinal           |                     |  | Final | Final              | Final |
|  |                  |                    |                  |            |            |                    |                     |                     |                     |  |       |                    |       |
|  | 1                | USA Estados Unidos | 45               |            |            |                    |                     |                     |                     |  |       |                    |       |
|  | 8                | CHI Chile          | 24               |            |            |                    |                     |                     |                     |  |       |                    |       |
|  | 8                | CHI Chile          | 24               |            | 1          | USA Estados Unidos | 45                  |                     |                     |  |       |                    |       |
|  |                  |                    |                  |            | 1          | USA Estados Unidos | 45                  |                     |                     |  |       |                    |       |
|  |                  | 4                  | ARG Argentina    | 25         |            |                    |                     |                     |                     |  |       |                    |       |
|  | 5                | 4                  | ARG Argentina    | 25         | BRA Brasil | 42                 |                     |                     |                     |  |       |                    |       |
|  | 5                |                    |                  |            | BRA Brasil | 42                 |                     |                     |                     |  |       |                    |       |
|  | 4                | ARG Argentina      | 45               |            |            |                    |                     |                     |                     |  |       |                    |       |
|  |                  |                    |                  |            |            |                    |                     |                     |                     |  | 1     | USA Estados Unidos | 45    |
|  |                  |                    | 2                | CAN Canadá | 37         |                    |                     |                     |                     |  |       |                    |       |
|  | 3                | MEX México         | 34               |            |            |                    |                     |                     |                     |  |       |                    |       |
|  | 6                | VEN Venezuela      | 45               |            |            |                    |                     |                     |                     |  |       |                    |       |
|  | 6                | VEN Venezuela      | 45               |            | 6          | VEN Venezuela      | 40                  |                     |                     |  |       |                    |       |
|  |                  |                    |                  |            | 6          | VEN Venezuela      | 40                  |                     |                     |  |       |                    |       |
|  |                  | 2                  | CAN Canadá       | 45         |            |                    | Disputa pelo bronze | Disputa pelo bronze | Disputa pelo bronze |  |       |                    |       |
|  | 7                | COL Colômbia       | 25               |            |            |                    | 4                   | ARG Argentina       | 45                  |  |       |                    |       |
|  | 2                | CAN Canadá         | 45               |            |            |                    |                     |                     |                     |  | 6     | VEN Venezuela      | 42    |

### Disputa do 5º   ao 8º lugar
|  | Classificação | Classificação | Classificação |  |  | Diputa pelo 5º lugar  | Diputa pelo 5º lugar  | Diputa pelo 5º lugar  |
|  |               |               |               |  |  |                       |                       |                       |
|  | 8             | CHI Chile     | 41            |  |  |                       |                       |                       |
|  | 5             | BRA Brasil    | 45            |  |  |                       |                       |                       |
|  |               |               |               |  |  | 5                     | BRA Brasil            | 45                    |
|  |               |               |               |  |  | 3                     | MEX México            | 38                    |
|  | 3             | MEX México    | 45            |  |  |                       |                       |                       |
|  | 7             | COL Colômbia  | 44            |  |  | disputa pelo 7º lugar | disputa pelo 7º lugar | disputa pelo 7º lugar |
|  |               |               |               |  |  | 8                     | CHI Chile             | 45                    |
|  |               |               |               |  |  | 7                     | COL Colômbia          | 38                    |

## Classificação final
| Colocação         | Nacionalidade      | Atleta                                                                     |
| ----------------- | ------------------ | -------------------------------------------------------------------------- |
| Medalha de ouro   | USA Estados Unidos | Eli Dershwitz Daryl Homer Jeff Spear                                       |
| Medalha de prata  | CAN Canadá         | Shaul Gordon Mark Peros Joseph Polossifakis                                |
| Medalha de bronze | ARG Argentina      | Ricardo Bustamante Pascual Di Tella Stefano Lucchetti                      |
| 4                 | VEN Venezuela      | Jesus Carvajal José Quintero Eliecer Romero                                |
| 5                 | BRA Brasil         | Renzo Agresta Enrico Pezzi William Zeytounlian                             |
| 6                 | MEX México         | Julian Ayala Hector Florencia Padilla Eduardo Lara Azueta                  |
| 7                 | CHI Chile          | Víctor Contreras Tarik Ruiz Israel Vasquez                                 |
| 8                 | COL Colômbia       | Carlos Enrique Correa Vila Luis Enrique Correa Vila Sebastian Cuellar Peña |